# Enquête dans l'espace
Pour plus de détails, voir Fiche technique et Distribution.
Enquête dans l'espace (Spaceways) est un film américano-britannique réalisé par Terence Fisher, sorti en 1953.

## Synopsis
Dans une base secrète en Angleterre, des scientifiques américains et britanniques travaillent sur un programme de lancement de fusée dans l'espace. Après avoir fait leur rapport au Général Hays, ils obtiennent l'accord du conseil de défense pour mettre un satellite en orbite. Vanessa Mitchell, la femme du scientifique américain, est peu enthousiaste à l'idée de rester indéfiniment dans cet endroit sous haute sécurité et elle a une aventure avec Crenshaw, le biologiste. Le lancement du satellite échoue en partie, et Vanessa et son amant sont portés disparus. Le général pense que les deux faits sont liés et demande à Smith d'enquêter secrètement.

## Fiche technique
- Titre français : Enquête dans l'espace[1]
- Titre original : Spaceways
- Réalisation : Terence Fisher
- Scénario : Richard H. Landau, d'après la pièce radiophonique Spaceways de Charles Eric Maine
- Direction artistique : James Elder Wills
- Photographie : Reginald H. Wyer
- Son : William Salter
- Montage : Maurice Rootes
- Production : Michael Carreras
- Société de production :  Hammer Film Productions,  Lippert Pictures
- Société de distribution :  Exclusive Films,  Lippert Pictures
- Pays d'origine :  Royaume-Uni,  États-Unis
- Langue originale : anglais
- Format : Noir et blanc  — 35 mm — 1,37:1 — son mono
- Genre : film policier, film de science-fiction
- Durée : 76 minutes
- Dates de sortie : 
  - États-Unis : 7 août 1953
  - Royaume-Uni : 21 décembre 1953
  - France : 26 octobre 1956[1]

## Distribution
- Howard Duff : Stephen Mitchell
- Eva Bartok : Lisa Frank
- Alan Wheatley : Smith
- Philip Leaver : Keppler
- Michael Medwin : Toby Andrews
- Andrew Osborn : Philip Crenshaw
- Cecile Chevreau : Vanessa Mitchell
- Anthony Ireland : Général Hays
- Hugh Moxey : Colonel Daniels
- David Horne : le ministre
- Jean Webster-Brough : Mme Daniels
- Leo Phillips : Sergent Peterson
- Marianne Stone : Mme Rogers